# Abdesselam Adhouma
Abdesselam Adhouma, né le 12 février 1949 à Sousse, est un footballeur tunisien.

## Biographie
Repéré par Habib Mougou, son père consent à le laisser rejoindre, à l'âge de douze ans, le club de l'Étoile sportive du Sahel (ESS). Il joue d'abord comme gardien avant de devenir attaquant, et rejoint les seniors à l'occasion de la finale de la coupe Hédi Chaker contre le Club sportif sfaxien en 1970, durant laquelle il marque son premier but.
Il gagne le championnat de Tunisie en 1972 en marquant neuf buts. Victorieux avec l'ESS de la coupe du Maghreb des clubs champions en 1972, il ne marque cependant que pendant la demi-finale contre le Mouloudia de Constantine.
Adhouma est aussi le meilleur buteur des éditions 1970-1971 et 1973-1974, avec respectivement 17 buts et 16 buts. Son expulsion lors d'un match de coupe de Tunisie face à l'Espérance sportive de Tunis le prive toutefois du soulier d'or tunisien. Contacté par l'équipe du FC Grenoble, les dirigeants de son club refusent l'offre qui leur est alors faite.
Le journaliste Karray Bradaï le qualifie de « Gerd Müller tunisien » ou encore de « golden boy du football tunisien ».